# Polizeiruf 110: Totes Gleis
Totes Gleis ist ein deutscher Kriminalfilm von Bernd Böhlich aus dem Jahr 1994. Der Fernsehfilm erschien als 160. Folge der Filmreihe Polizeiruf 110. Er ist der erste von drei Filmen aus der Serie Polizeiruf 110 mit Otto Sander und Ben Becker in den Hauptrollen als Lansky und Dettmann.

## Handlung
Auf dem Weg zum Gerichtstermin wird der Kronzeuge eines Prozesses gegen das organisierte Verbrechen erschossen. Kommissarin Tanja Voigt sieht, dass die Schüsse aus einem Hotel in der Nähe abgegeben worden sind, und sieht den Täter wegfahren. Sie folgt ihm zum Bahnhof und beginnt im Zug mit der Suche nach dem Killer. Dieser wirft seinen Koffer mit der Tatwaffe aus dem Fenster und springt einige Zeit später aus dem fahrenden Zug. Am nächsten Bahnhof warten bereits Voigts Kollegen und durchsuchen die Waggons, ohne fündig zu werden.
Der Koffer ist den Streckenwärtern Richard Lansky und Jobst Dettmann vor die Füße gefallen. Das Präzisionsgewehr entdecken sie nicht, dafür jedoch die hohe Summe französische Francs, die sich im Koffer befindet. Der alte Lansky will den Koffer zur Polizei bringen, was den jungen und eher einfachen Dettmann empört, sieht er sich doch bereits im Urlaub in der Südsee. In Berlin lässt er sich den Umtauschkurs für Francs sagen und verschwindet schließlich trotz Lanskys Protesten mit dem Geld. Er tauscht einen Teil des Geldes um, kauft sich einen teuren Anzug und bucht schließlich in einem Nobelhotel die Suite.
Der Killer hat unterdessen vergeblich die Strecke nach seinem Koffer abgesucht. Er lässt sich zum nächsten Dorf mitnehmen – und landet in dem Dorf, in dem Lansky und Dettmann zu Hause sind. In der Bahnhofskneipe von Maria bezieht er ein Zimmer und fällt als Franzose sofort Lansky auf, der Schlimmes ahnt. Auch die Ermittler haben inzwischen die Vermutung, dass der Killer Franzose ist. Tanja Voigt wird wegen ihrer eigenmächtigen Aktion am Bahnhof der Fall entzogen, der nun auch von BKA-Beamten aus Wiesbaden bearbeitet wird.
Im Hotel lernt Dettmann die junge Beatrice kennen und nimmt sie mit auf sein Hotelzimmer. Sie erweist sich als Prostituierte und Dettmann bezahlt sie für die ganze Nacht. Dadurch erkennt sie, dass er sehr viel Geld im Zimmerkühlschrank hat, und benachrichtigt einen Zuhälter, der das Geld an sich nehmen soll. Lansky hat unterdessen sämtliche Berliner Nobelhotels abtelefoniert und schließlich Dettmann gefunden. Er trifft in der Suite ein, als der Zuhälter gerade in den Kühlschrank einbrechen will. Der frühere Boxer Lansky schlägt ihn k. o., glaubt jedoch, ihn getötet zu haben. Mit Dettmanns Hilfe bugsieren ihn beide aus dem Hotel und lassen ihn im Kofferraum seines Wagens zurück, wo er später gefunden wird. Er verzichtet darauf, Angaben zum Tathergang zu machen.
Lansky und Dettmann kehren in ihr Dorf zurück, wo Lansky das Geld in einem Werkzeugschrank verwahrt. Beide sehen den Franzosen wieder und Dettmann redet unbekümmert über das Geld, was der Killer bemerkt. Er lauert Lansky in seiner Wohnung auf, wo zuerst Dettmann auftaucht. Der Killer fesselt ihn und will von ihm das Geldversteck wissen, doch hat Dettmann keine Ahnung. Im Fall des verletzten Ganoven haben Tanja Voigt und Jens Hoffmann unterdessen eine Parallele zum Fall des Zeugentodes ziehen können. Dettmann gilt als möglicher Killer, hat er doch im Hotel mit französischer Währung gezahlt und auch den Schwerverletzten auf dem Gewissen. Ostermark scheint jedoch kaum das Heim eines Killers zu sein. Die Ermittler befragen Lansky, der vorgibt, nichts über Dettmanns Aufenthaltsort zu wissen. Erst als Dettmann Lansky in der Bahnhofskneipe anruft und ihn bittet, innerhalb von zehn Minuten mit dem Geld bei ihm zu sein, informiert Lansky Voigt, dass Dettmann bei ihm zu Hause sei. Der Killer flieht, als er die Kommissarin sieht, und Dettmann schickt sie zurück zum Bahnhof. Hier zwingt der Killer Lansky, ihm das Geld zu geben. Im entscheidenden Augenblick kommen Voigt und Hoffmann am Bahnsteig an, Lansky will mit dem Geldkoffer fliehen und wird vom Killer ins Bein geschossen. Er fällt auf die Gleise, als gerade ein Zug vorbeifährt, kann sich aber in letzter Sekunde retten. Der Killer wird von den Ermittlern überwältigt.
Einige Zeit später sitzen Lansky, Dettmann und Maria im Zug. Sie wollen über Magdeburg, Hannover, Paris und Lissabon in die Südsee fahren. Der Zug hat immerhin bereits Alt-Globsow erreicht.

## Produktion
Totes Gleis wurde im Herbst 1993 unter anderem in Berlin, Potsdam und Bredow gedreht. Die Kostüme des Films schuf Folker Ansorge, die Filmbauten stammen von Manfred Glöckner. Der Film erlebte am 10. April 1994 in der ARD seine Fernsehpremiere. Die Zuschauerbeteiligung lag bei 25,2 Prozent. Mit Das Wunder von Wustermark wurde Totes Gleis 1998 fortgesetzt.
Es war die 160. Folge der Filmreihe Polizeiruf 110. Tanja Voigt und Jens Hoffmann ermitteln in ihrem 2. Fall. Im Film sind neben Otto Sander und seiner Ehefrau Monika Hansen auch Hansens Kinder aus erster Ehe, Ben Becker und Meret Becker, zu sehen. Meret Becker hat einen Gastauftritt: Sie singt in einer Hotelbar das Platters-Lied The Great Pretender, das im Film auch in der Version von Freddie Mercury zu hören ist.

## Kritik
„[W]as Bernd Böhlich im Auftrag von SFB und ORB in den darauffolgenden [nach dem Tod des Kronzeugen] 90 Minuten inszenierte, war derart ‚vom Feinsten‘, daß man die Schwächen im Plot […] völlig vergaß“, schrieb Die Tageszeitung. Vater Otto Sander und Stiefsohn Ben Becker hätten hier „die einmalige Gelegenheit [erhalten], ihre so höchst unterschiedlichen Schauspieltalente in aller Verbundenheit aneinander zu reiben“; der Mut, die „wenigen großen Theatertalente, welche dieses Land derzeit bereithält, in einem mit langem Atem inszenierten Fernsehfilm zu bündeln, hat sich gelohnt“. „Originelles Drama mit Kinoqualität“, schrieb TV Spielfilm, und bezeichnete die Folge als eine „durchweg erstklassig besetzte Episode“ und einen „Höhepunkt der Reihe“.
Die Handlung biete „reichlich Gelegenheit zum Lachen“, schrieb Der Tagesspiegel. Den Ermittlern fehle jedoch „die letzte Überzeugungskraft“, was neben der Konzeption des Polizeirufs, die Täter-Opfer-Beziehungen in den Mittelpunkt rücke, hier auch an Darstellern wie Otto Sander und Monika Hansen liege, die „ihre Kollegen an die Wand spielen“. Regisseur Böhlich habe den Polizeiruf „mit einer Mischung aus Boshaftigkeit und Menschenliebe inszeniert“, befand die Stuttgarter Zeitung, so entwickle sich der Krimi zu einer „charmant-gerissenen Komödie“.
Die Süddeutsche Zeitung kritisierte, dass der Film „im Plot-Fundus geklaut“ habe und in ihm daher „hundert Geschichten [steckten]“, wobei keine über das „Stadium der Skizze“ hinauskam. „Jedes Magnum-Drehbuch ist handwerklich um Klassen besser“, befand der Kritiker.

## Auszeichnungen
Totes Gleis wurde im März 1995 mit einem Adolf-Grimme-Preis mit Gold ausgezeichnet. Den Preis erhielten dabei die Drehbuchautoren Leo P. Ard und Michael Illner, Regisseur Bernd Böhlich und die Darsteller Otto Sander und Ben Becker (stellvertretend für das Darstellerteam).